# Petriwka-Romenska
Petriwka-Romenska (ukrainisch Петрівка-Роменська; russisch Петровка-Роменская Petrowka-Romenskaja) ist ein Dorf im Norden der ukrainischen Oblast Poltawa mit 2700 Einwohnern (2004).

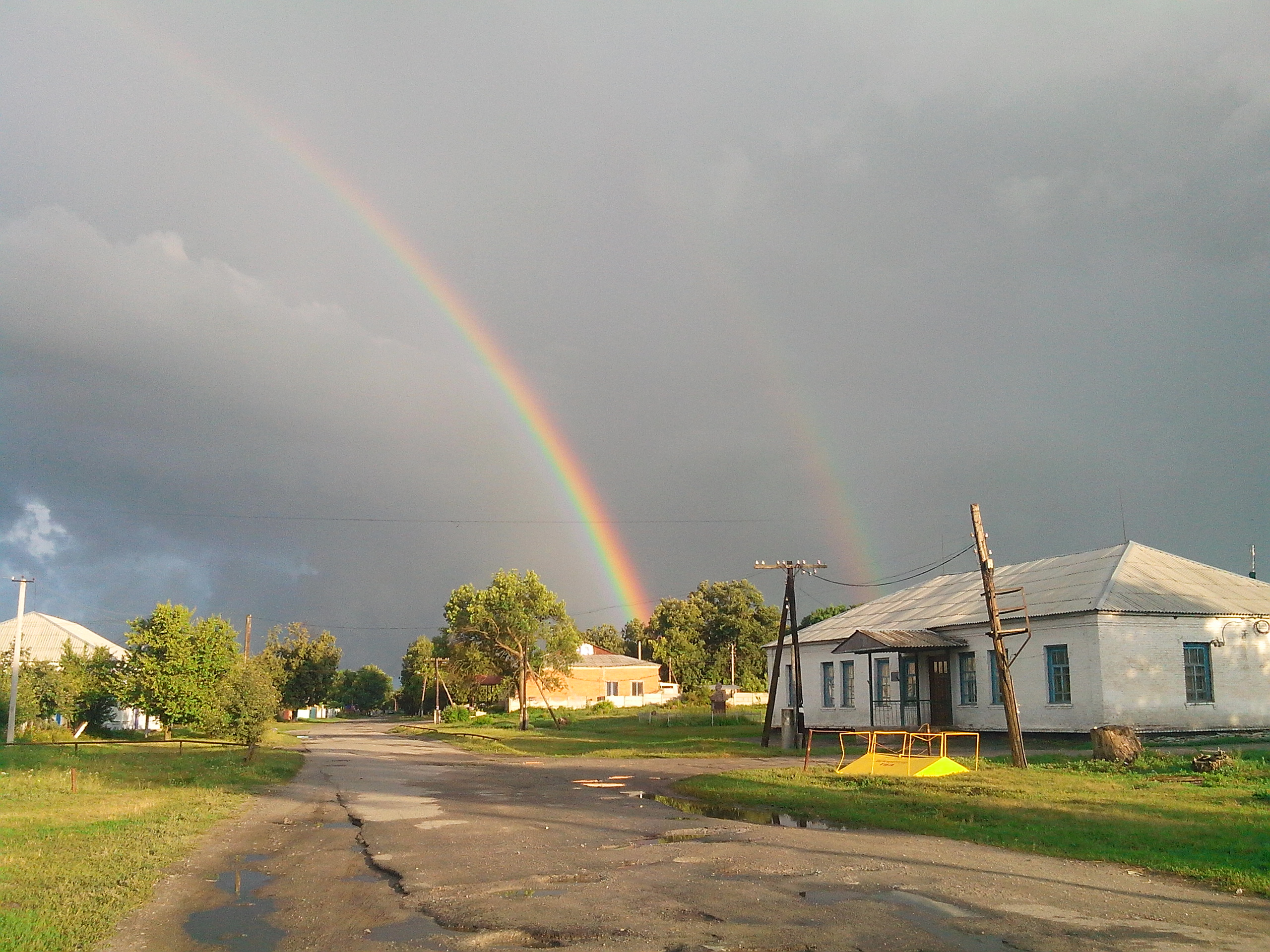
Blick in den Ort

Das 1625 als Petriwka gegründete Dorf trägt seit 1935 seinen heutigen Namen. Die Ortschaft besitzt einen Bahnhof und liegt im Rajon Myrhorod am rechten Ufer des Chorol und an der Territorialstraße T–17–05 21 km westlich vom ehemaligen Rajonzentrum Hadjatsch und 136 km nordwestlich vom Oblastzentrum Poltawa.

## Verwaltungsgliederung
Am 3. Oktober 2017 wurde das Dorf zum Zentrum der neugegründeten Landgemeinde Petriwka-Romenska (Петрівсько-Роменська сільська громада/Petriwsko-Romenska silska hromada). Zu dieser zählen auch die 9 in der untenstehenden Tabelle aufgelisteten Dörfer, bis dahin bildete es zusammen mit den Dörfern Baljasne und Weneslawiwka die gleichnamige Landratsgemeinde Petriwka-Romenska (Петрівсько-Роменська сільська рада/Petriwsko-Romenska silska rada) im Westen des Rajons Hadjatsch.
Am 17. Juli 2020 kam es im Zuge einer großen Rajonsreform zum Anschluss des Rajonsgebietes an den Rajon Myrhorod.
Folgende Orte sind neben dem Hauptort Petriwka-Romenska Teil der Gemeinde:
| Name                     | Name          | Name                             |
| ukrainisch transkribiert | ukrainisch    | russisch                         |
| ------------------------ | ------------- | -------------------------------- |
| Baljasne                 | Балясне       | Балясное (Baljasnoje)            |
| Beresowa Luka            | Березова Лука | Березовая Лука (Beresowaja Luka) |
| Konowalowe               | Коновалове    | Коновалово (Konowalowo)          |
| Lychopillja              | Лихопілля     | Лихополье (Lichopolje)           |
| Meleschky                | Мелешки       | Мелешки (Meleschki)              |
| Rutschky                 | Ручки         | Ручки (Rutschki)                 |
| Serednjaky               | Середняки     | Середняки (Serednjaki)           |
| Wetchaliwka              | Ветхалівка    | Ветхаловка (Wetchalowka)         |
| Weneslawiwka             | Венеславівка  | Венеславовка (Weneslawowka)      |